# Olivier Barde-Cabuçon
Œuvres principales
- Série Commissaire aux morts étranges

Olivier Barde-Cabuçon est un écrivain français, auteur de plusieurs romans policiers historiques.

## Biographie
Il détient un Master 2 en droit et un autre en ressources humaines. Juriste de formation, il travaille un temps dans un cabinet d'avocats avant de faire carrière dans les ressources humaines. Il réside à Lyon.[réf. souhaitée]
Son premier livre publié, en 2006 est un roman historique intitulé Les Adieux à l’Empire. En 2010, Le Détective de Freud est la première incursion d'Olivier Barde-Cabuçon dans le roman policier historique.
En 2012 paraît Casanova et la femme sans visage qui remporte le Prix Sang d'encre. Il s'agit de la première enquête du Chevalier de Volnay, surnommé le Commissaire aux morts étranges. L'année suivante, Messe noire, deuxième enquête de cette série policière se déroulant au XVIIIe siècle, est lauréate du Prix Historia du roman policier historique 2013. Six autres enquêtes suivront et cette série sera récompensée par le prix polar Dora Suarez en 2020.
En 2021, il signe chez Gallimard un polar ambitieux et plus contemporain, Le cercle des rêveurs éveillés, qui se déroule en 1926 dans le Paris des années folles et déjà sélectionné pour le prix RTL Folio.
Il a également signé une pièce de théâtre, Portrait de l'artiste avec une balle dans la tête, jouée notamment au Théâtre de l'Uchronie en 2015.

## Œuvres

### SérieCommissaire aux morts étranges
1. Casanova et la femme sans visage[1], Actes Sud, coll. « Actes noirs », 2012, 327 p.  (ISBN 978-2-330-00278-7)Réédition, Actes Sud, coll. « Babel noir » no 82, 2013 (ISBN 978-2-330-01777-4) - Prix Sang d’encre 2012
2. Messe noire[2], Actes Sud, coll. « Actes noirs », 2013, 364 p.  (ISBN 978-2-330-01641-8)Réédition, Actes Sud, coll. « Babel noir » no 105, 2014 (ISBN 978-2-330-02698-1) - Prix Historia du roman policier historique 2013[3]
3. Tuez qui vous voulez, Actes Sud, coll. « Actes noirs », 2014, 378 p.  (ISBN 978-2-330-02773-5)Réédition, Actes Sud, coll. « Babel noir » no 150, 2016 (ISBN 978-2-330-05870-8)
4. Humeur noire à Venise, Actes Sud, coll. « Actes noirs », 2015, 336 p.  (ISBN 978-2-330-04805-1)Réédition, Actes Sud, coll. « Babel noir » no 171, 2017 (ISBN 978-2-330-07260-5)
5. Entretien avec le diable, Actes Sud, coll. « Actes noirs », 2016, 368 p.  (ISBN 978-2-330-06058-9)Réédition, Actes Sud, coll. « Babel noir » no 202, 2018 (ISBN 978-2-330-09890-2)
6. Le Moine et le Singe-roi, Actes Sud, coll. « Actes noirs », 2017, 330 p.  (ISBN 978-2-330-07538-5)Réédition, Actes Sud, coll. « Babel noir » no 216, 2019 (ISBN 978-2-330-11897-6)
7. Le Carnaval des vampires, Actes Sud, coll. « Actes noirs », 2018, 384 p.  (ISBN 978-2-330-09660-1)Réédition, Actes Sud, coll. « Babel noir » no 235, 2020 (ISBN 978-2-330-12988-0)
8. Petits Meurtres au Caire, Actes Sud, coll. « Actes noirs », 2019, 368 p.  (ISBN 978-2-330-12209-6)Réédition, Actes Sud, coll. « Babel noir » no 255, 2021 (ISBN 978-2-330-15306-9)
9. Les Sept Vies du moine, Actes Sud, coll. « Actes noirs », 2024, 320 p.  (ISBN 978-2-330-18874-0)Réédition, Actes Sud, coll. « Babel noir » no 325, 2025 (ISBN 978-2-330-20871-4) (à paraître le 3 septembre 2025)

### Romans indépendants
- Les Adieux à l’Empire, France-Empire, 2006, 631 p.  (ISBN 2-7048-1018-4)
- Le Détective de Freud, De Borée, coll. « Littérature », 2010, 379 p.  (ISBN 978-2-8129-0099-0)Réédition, Actes Sud, coll. « Babel noir » no 184, 2017 (ISBN 978-2-330-08154-6)
- Le Cercle des rêveurs éveillés, Gallimard, coll. « Série noire », 2021  (ISBN 978-2-07-291595-6)Réédition, Gallimard, coll. « Folio SF », no 959, 2022 (ISBN 978-2-07-296502-9)
- Hollywood s'en va en guerre, Gallimard, coll. « Série noire », 2023, 416 p.  (ISBN 978-2-07-296092-5)Réédition, Gallimard, coll. « Folio SF », no 1018, 2024, 416 p. (ISBN 978-2-07-304447-1)

### Théâtre
- Portrait de l’artiste avec une balle dans la tête[4], 2015